# Clement Matchett's Virginal Book

Clement Matchett's Virginal Book est une compilation de pièces pour clavier datant de 1612. Il s'agit d'une petite anthologie, mais remarquable par sa qualité musicale, ainsi que par des indications précieuses de doigtés en usage à l'époque, de phrasé ou d'articulation. En outre, trois pièces ne sont connues que par ce manuscrit.
Le volume est conservé à Aberdeen en Écosse, au sein des collections Panmure de la National Library of Scotland, sous le numéro de catalogue En 9448. 

## Le manuscrit
Le manuscrit est un petit in quarto de 15x19 centimètres. Il est en excellent état et conserve sa reliure originale formée de plusieurs feuilles de papier fort plié, collé et cousu. Le manuscrit contient 32 folios où figurent douze portées, remplies d'une main sûre à l'écriture agréable. 
Sur la page de titre, il y a l'inscription suivante : Clement Matchett ownes this booke 1613. Au verso est dressée la table des matières. La deuxième page de garde porte une main guidonienne, servant d'aide-mémoire pour déterminer la place des demi-tons des diverses gammes. Au bas de la page sont inscrites quelques rimes faciles. Enfin sur le verso de la page de couverture est inscrite la date : Iste liber per me Clement Matchett eiusdem possessorem compositus fuit in Anno Domini 1612 / mense augustaneo / 1612.
À la fin de chacune des douze pièces, Clement Matchett a indiqué la date de la copie, réalisée entre le (jeudi) 13 et le (mardi) 25 août 1612.
On sait peu de chose sur le copiste, Clement Matchett. Il est né en 1593 à Norwich, Norfolk en Écosse. Fils d'un maître d'école, après sa formation locale, il a été admis au Caius College de Cambridge pour y faire son droit.
Il est possible que le manuscrit ait trouvé son chemin à travers l'Écosse par Duncan Burnett (c. 1590–1651), un musicien de Glasgow dont on trouve aussi le recueil de musique dans la collection de Panmure, à la National Library of Scotland. Il pouvait avoir des liens par un autre Duncan Burnett, médecin de Norwich, où est né Clément Matchett.

## Les pièces
La plupart des œuvres sont contenues dans d'autres manuscrits, mais pour les numéros 3, 8 et 12 le Matchett est l'unique source. En outre, la dernière pièce est la seule ayant survécu des morceaux pour clavier de John Wilbye, célèbre pour ses madrigaux.
| no. | compositeur                            | titre                            | copié le     | note                                                                                               |
| --- | -------------------------------------- | -------------------------------- | ------------ | -------------------------------------------------------------------------------------------------- |
| 1   | anonyme                                | My Ladyes left hande             | 13 août 1612 | |
| 2   | anonyme                                | Nans thinge                      | 13 août 1612 | |
| 3   | anonyme                                | Tille valle Monye growe          | 14 août 1612 | Copie unique                                                                                       |
| 4   | William Byrd                           | The whislinge Carman             | 14 août 1612 | BK36, Ms. Fitzwilliam (no 58) et Nevell (no 34). Le Carman est un vieux mot anglais pour chartier. |
| 5   | William Byrd                           | Mounsiers Allmayne               | 16 août 1612 | BK87, Ms. Fitzwilliam (no 61).                                                                     |
| 6   | William Byrd                           | Farwell delighte: Fortune my Foe | 19 août 1612 | BK6, Ms. Fitzwilliam (no 65)                                                                       |
| 7   | William Byrd                           | The Ghoste                       | 20 août 1612 | BK78, Ms. Fitzwilliam (no 162)                                                                     |
| 8   | John Bull                              | My Choice I will not Change      | 24 août 1612 | Copie unique                                                                                       |
| 9   | anonyme                                | Preludium                        | 24 août 1612 | |
| 10  | anonyme                                | A Grownde                        | 24 août 1612 | |
| 11  | [John Bull]                            | Pegge Ramsye                     | 25 août 1612 | |
| 12  | John Dowland transcrit par John Wilbye | The Frogge                       | 25 août 1612 | Copie unique. Gaillarde                                                                            |

### Discographie
- Clement Matchett's Virginals Book: Music from the Panmure Collection - Kenneth B. McAlpine (2005 - Abertay University Press)

Avec huit autres pièces

### Liens contextuels
- Musique de clavecin